# Liste der Biografien/Neuv
Liste der Biografien |
Portal Biografien |
Personensuche
# |
A |
B |
C |
D |
E |
F |
G |
H |
I |
J |
K |
L |
M |
N |
O |
P |
Q |
R |
S |
T |
U |
V |
W |
X |
Y |
Z |
?
 
Na |
Nb |
Nc |
Nd |
Ne |
Nf |
Ng |
Nh |
Ni |
Nj |
Nk |
Nl |
Nm |
Nn |
No |
Nr |
Ns |
Nt |
Nu |
Nv |
Nw |
Nx |
Ny |
Nz
 
Nea |
Neb |
Nec |
Ned |
Nee |
Nef |
Neg |
Neh |
Nei |
Nej |
Nek |
Nel |
Nem |
Nen |
Neo |
Nep |
Ner |
Nes |
Net |
Neu |
Nev |
New |
Nex |
Ney |
Nez
 
Neub |
Neuc |
Neud |
Neue |
Neuf |
Neug |
Neuh |
Neui |
Neuj |
Neuk |
Neul |
Neum |
Neun |
Neup |
Neur |
Neus |
Neut |
Neuv |
Neuw |
Neuy |
Neuz
Die Liste der Biografien führt alle Personen auf, die in der deutschsprachigen Wikipedia einen Artikel haben. Dieses ist eine Teilliste mit 12 Einträgen von Personen, deren Namen mit den Buchstaben „Neuv“ beginnt.

## Neuv

### Neuve
- Neuvel, Sylvain (* 1973), kanadischer Science-Fiction-Autor

### Neuvi
- Neuvic, Thierry (* 1970), französischer Schauspieler
- Neuville, Alphonse de (1836–1885), französischer Schlachtenmaler
- Neuville, François (1912–1986), belgischer Radrennfahrer
- Neuville, Jérôme (* 1975), französischer Radrennfahrer
- Neuville, Jupp (1937–1990), deutscher Fußballspieler und -trainer
- Neuville, Maaike (* 1983), belgische Schauspielerin und Regisseurin
- Neuville, Oliver (* 1973), deutscher FußballspielerOliver Neuville (* 1973)

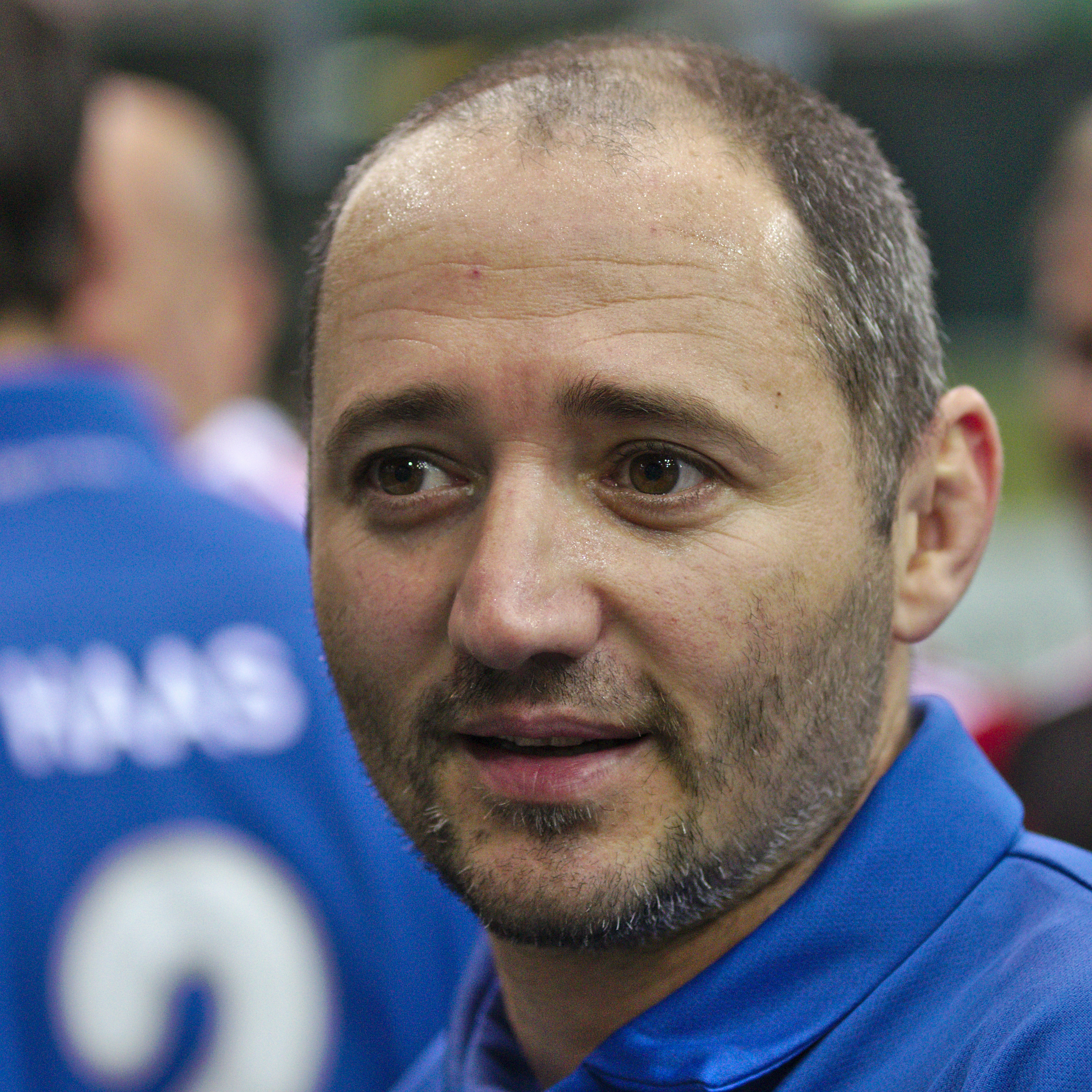
Oliver Neuville (* 1973)

- Neuville, Pierre (* 1943), belgischer Pokerspieler und Unternehmer
- Neuville, René (1899–1952), französischer Diplomat und Prähistoriker
- Neuville, Thierry (* 1988), belgischer Rallyefahrer
- Neuvirth, Michal (* 1988), tschechischer Eishockeytorwart